# Kimmerek

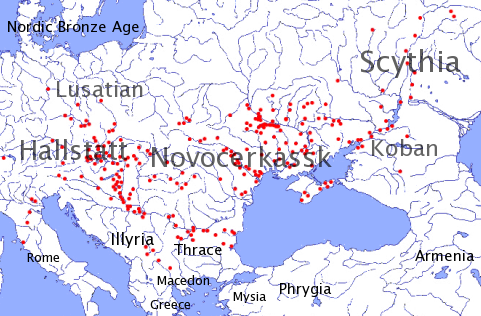
Trák-kimmer leletek elterjedése

A kimmerek (akkád gimirrai, görög kimmérioi, latin cimmerii) ókori sztyeppei nép voltak. Indoeurópai nyelvüket a trákok és frígek nyelvi alcsoportjába sorolják; az alcsoport egyetlen élő nyelve az albánoké.

## Történetük
Asszír és babiloni forrásokban több néven szerepelnek. Előfordul  ga-mir, gamir-(r)a, gi-mir-a-a, gi-mir-ra-a-a stb. névalak is. A biblikus héberben gmr (Ter. 10:2, Ez 38:6), maszoréta gṓmär, és Hóseás feleségének is Gṓmär a neve (Hós. 1:3). A hellenisztikus korban egy kelta vagy germán törzzsel, a cimbrikkel is azonosították őket. Igor Mihajlovics Gyjakonov alternatív feltevése szerint iráni eredetűek lehetnek. Ezt többek közt egy kimmer király, Teuspa nevének etimológiájával támasztotta alá. A Teušpa szó leírva legalább két másik hangsorral is átírható, lehetne Tug/k/Dúg/k-dam-mì-i, vagy Sa-an-dak-KUR-ru. Az utóbbi vokalizálása Sandakšatru, ami egészen tipikus iráni név.
Az i. e. 12. század és i. e. 8. század között ők uralták az eurázsiai sztyeppe Kárpátok és Kaukázus közötti részét. Hérodotosz a Fekete-tenger északi partvidékének legősibb népeként ír róluk. Valójában a görögök gyűjtőnévként alkalmazták ezt a nevet minden olyan népre, akik a szkíták előtt azon a térségen éltek. Hérodotosz elbeszélése szerint az i. e. 8. században a nomád szkíták dél felé kényszerítették őket, amikor a tenger déli partvidékén, Szinópé környékén telepedtek meg. Ekkor keleti és nyugati ágra szakadtak, a Krímben maradtak pedig a tauroszok őseivé váltak.
A lényegesen erősebb keleti ág átkelt a Kaukázus hegyláncain, és  i. e. 720 táján lerohanta Urartut, elpusztítva az ország északi és nyugati részét. Az asszírok i. e. 714-ben tönkreverték I. Rusza urartui király seregét, majd legyőzték a kimmereket is: a két meggyengült  nép ezután valószínűleg szövetséget kötött, és közösen hódították meg Phrügiát (i. e. 695-ben). Ezután a keleti kimmerek hosszan tartó, hullámzó eredményű konfliktusba keveredtek Phrügia utódjával, Lüdiával.
Kezdetben jelentős sikereket értek el: i. e. 676–650 körül megölték Lüdia királyát, Gügészt, elfoglalták Szardeisz alsó városát (i. e. 644), és még Ióniát is sanyargatták. Gügész utóda, II. Ardüsz azonban az asszírokkal szövetkezve túlerőre tett szert. Az ősellenség, a szkíták Asszíriával szövetkeztek, a kimmerek ezért Asszíria ellenségeivel. I. e. 713-ban csatlakoztak a Daiakku vagy Khavakhsatra által vezetett méd felkeléshez. Ezt a lázadást az asszírok leverték, de i. e. 673-ban Teuspa kimmer király ismét méd oldalon található. Ezúttal Khsathrita sikeres felkeléséhez csatlakozott, Teuspa sikerrel harcolt a szkíták ellen. A végeredmény azonban ismét bukás volt, mivel Khsathrita elesett egy csetepatéban, így a szkíták fennhatósága alá került Média és a kimmerek is.
A kimmerek bukásában Lüdia és Asszíria mellett néhány nagy járvány is közrejátszott. Az asszírok i. e. 640 körül verték le a Lügdamisz (asszírul Dugdamme) vezette kimmereket, maradékaikat pedig II. Alüattész lüdiai király hódította meg; maradékaikat valószínűleg Kappadókiában telepítette le. Nevük az ókorban a Kimmériai Boszporusz (Kercsi-szoros) és néhány krími város nevében élt tovább.
A nyugati kimmereket a szkíták a Kárpátokon túlra, az Alföldre szorították. Itt kb. i. e. 500-ig vannak róluk adatok.

## További irodalom
- Ókori lexikon I–II. Szerk. Pecz Vilmos. Budapest: Franklin Társulat. 1902–1904.